# Pseudolimnophila (Pseudolimnophila) nycteris
Pseudolimnophila (Pseudolimnophila) nycteris is een tweevleugelige uit de familie van de steltmuggen (Limoniidae). De soort komt voor in het Oriëntaals gebied.